# Eupithecia brunneodorsata
Eupithecia brunneodorsata là một loài bướm đêm trong họ Geometridae.